# Cordia colombiana
Cordia colombiana är en strävbladig växtart som beskrevs av Ellsworth Paine Killip. Cordia colombiana ingår i släktet Cordia, och familjen strävbladiga växter. Inga underarter finns listade i Catalogue of Life.